# Welcome (Taproot-Album)
Welcome ist das zweite Album von Taproot. Es wurde am 15. Oktober 2002 in den USA veröffentlicht und stieg in den Billboard-Charts auf Platz 17 ein. In Deutschland folgte die Veröffentlichung am 18. November gleichen Jahres. Mit rund 450.000 Verkäufen allein in den USA ist es Taproots kommerziell erfolgreichstes Album.

## Titelliste
1. Mine – 3:49
2. Poem – 3:09
3. Everything – 3:27
4. Art – 4:42
5. Myself – 3:47
6. When – 4:04
7. Fault – 3:19
8. Sumtimes – 4:29
9. Breathe – 4:17
10. Like – 4:38
11. Dreams – 3:43
12. Time – 3:20

## Singleauskopplungen
- 2002: Poem
- 2003: Mine

## Rezeption
Andreas Himmelstein vom Rock Hard bescheinigte Taproot – welche sich laut ihm schon mit ihrem Debüt und Vorgängeralbum Gift vom Nu-Metal Einheitsbrei abgehoben haben – in seinem Review, „dass das Thema Dynamik noch lange nicht ausgereizt ist, wenn man gute Songs vorweisen kann, denen dieses Stilmittel gerecht wird. Auch auf ‚Welcome‘ lenken die aggressiven Gefühlsausbrüche den Fokus auf schöne Melodien, harmonischen Gesang und eben jene guten Songideen und dienen nicht dazu, einen allgemeinen Mangel an Ideen und Konzepten zu überdecken, wie es leider bei den meisten anderen Bands dieses Genres viel zu häufig vorkommt. Für ihn liefern Taproot den Beweis ab, dass man mit harter Arbeit und guten Ideen auch in einem längst gesättigten und überschwemmten Markt Akzente setzen kann.“ Er vergab 8,5 von 10 Punkten.
Für das Musikmagazin VISIONS würden Taproot mit ihrer zweiten Platte den hohen Erwartungen nicht gerecht werden. Es stellte in seinem Review fest, dass die aggressiv-progressiven Ansätze des Vorgängers vermehrten „Songwriting-Anfällen“ zum Opfer fallen würden: „Anno 2002 gibt es viel Gesang, geschrien wird meist nur noch auf der zweiten Gesangsspur. Prinzipiell geht solch eine Entwicklung in Ordnung, das Problem aber ist, dass Taproots songschreiberisches Potenzial nur Durchschnitt ist und Sänger Stephen Richards nicht das nötige Charisma für derartige Musik hat.“ Das Album bekam mit 7 von 12 Punkten eine eher durchschnittliche Bewertung.